# John Turner (psychologue)
Pour les articles homonymes, voir John Turner et Turner.
John Charles Turner, né le 7 septembre 1947 à South London et mort le 24 juillet 2011, est un psychologue social britannique, surtout connu pour les travaux pionniers sur la théorie de l'auto-catégorisation.

## Biographie

### Enfance et adolescence
John Turner nait le 7 septembre 1947 dans un quartier populaire de South London. Avec ses parents et ses sept frères et sœurs, il vit dans une habitation à loyer modéré jusqu'à l'âge de 11 ans. Alors que ses origines modestes ne contribuent pas à l'adaptation au monde académique, il profite d'une bourse scolaire pour entrer à la prestigieuse Wilson's Grammar School (en) à Camberwell, où il se révèle excellent en anglais et en latin.

### Études universitaires et premiers emplois
En 1965, à l'âge de 18 ans, Turner s'inscrit à l'Université du Sussex. Cependant, il abandonne à plusieurs reprises et rentre à la maison afin d'aider son père à installer des fenêtres dans des foyers nobles de Londres. Il finit par obtenir un emploi auprès d'une usine d'impression à Fleet Street. 
Grâce à sa participation à des activités syndicales, il commence à apprécier la puissance des groupes, à la fois politiquement et personnellement. Il s'aperçoit que les groupes et la psychologie des groupes imprègnent les membres avec un sens du but, de la fierté et de solidarité. Revigoré, il obtient son diplôme de psychologie sociale et continue ses études (PhD) à Bristol.

### Vie privée
Considéré comme un homme charismatique et charmant par ses collègues, Turner attire un grand nombre d'étudiants à sa cause. Immensément informé sur la politique et l'histoire, il est un rebelle sympathique, à la fois passionné et raisonné. Il change le paysage de la psychologie sociale, en partie grâce à ses étudiants qui occupent maintenant des postes supérieurs dans le monde entier, et en partie en inspirant des scientifiques sociaux, qui ont appliqué ses idées dans des domaines aussi divers que la politique, l'économie, la géographie et la théologie.
Turner est également connu pour son caractère difficile. Pour lui, les rituels académiques de politesse ne s'appliquent guère. Il est impliqué dans une bataille d'idées avec des réelles conséquences politiques et ne tolère pas la dilution ou l'usage impropre de ses contributions.
Cette intensité intellectuelle s'accompagne d'une vie privée troublée (trois mariages et autant de divorces). Turner trouve dans les gens une source de grande joie, mais aussi de grande douleur. De l'union avec Penny Oakes, qui dure vingt ans, naissent deux filles, Jane et Isobel.
Au début des années 1980, Turner quitte la Grande-Bretagne pour travailler un an à l'Institute for Advanced Study à Princeton, avant de déménager en Australie en 1983. Il travaille alors à l'Université Macquarie de Sydney puis déménage encore pour devenir directeur auprès la School of Psychology de l'Université nationale australienne à Canberra. 
Au cours de la dernière phase de sa carrière en Australie, Turner travaille intensivement sur le développement de sa théorie de l'auto-catégorisation.
Il meurt le 24 juillet 2011, à l'âge de 63 ans des suites d'une longue maladie.

## Recherches scientifiques

### Thèse de doctorat
En 1971, John s'est inscrit à l'Université de Bristol pour entamer la thèse de doctorat sous la supervision de Henri Tajfel. Il a aidé Tajfel à développer sa renommée théorie de l'identité sociale. 
Leur question était : à quel moment est-ce que les membres de catégories évaluées négativement (les femmes dans une société sexiste, les personnes noires dans une société raciste, etc.), s'adaptent-ils à l'oppression et quand décident-ils de se mobiliser pour lutter contre les oppresseurs. Ils ont trouvé la réponse dans la façon dont les individus se représentent la structure sociale : quand les individus perçoivent l'inégalité comme illégitime et instable, ils ont davantage tendance à se réunir pour la contester. Ces idées ont généré une toute nouvelle psychologie des relations intergroupes et l'action collective.

### Théorie de l'identité sociale

#### Catégorisation sociale
Tajifel et Turner définissent le groupe social en faisant référence à un certain subjectivisme comme « une collection d'individus qui se perçoivent comme membres de la même catégorie sociale, partagent quelque engagement émotionnel dans cette définition commune d'eux-mêmes et atteignent un certain degré de consensus à propos de l'évaluation de leur groupe et de leur appartenance à celui-ci ».
En outre, Tajfel défini la catégorie sociale comme « un système d'orientation qui crée et définit la place particulière d'un individu dans la société ».

#### Comparaison sociale
En s'appuyant sur la théorie de la comparaison sociale de Festinger, Tajfel et Turner mettent en évidence le facteur motivationnel de la théorie de l'identité sociale. Bien que ces recherches se concentrent plutôt sur la comparaison inter-individuelle, Tajfel et Turner sont parvenus à adapter cette théorie aux relations entre groupes et ont ainsi établi la base motivationnelle de la théorie de l'identité sociale.

#### Identité sociale
Tajfel défini l'identité sociale comme « cette partie du concept de soi qui provient de la conscience qu'a un individu d'appartenir à un groupe social (ou à des groupes sociaux, ainsi que la valeur et la signification émotionnelle qu'il attache à cette appartenance ».

## Distinctions
- Henry Tajfel Memorial Award de la European Association of Social Psychology (en) (1999)[9]
- Freilich Foundation Eminent Lecturer de l'Australian National University (2001)

### Œuvres
- Turner, J. C. (1991). Social influence. Belmont, CA: Wadsworth Publishing.
- Turner, J. C. (1989). Rediscovering the social group: A self-categorization theory. London: Blackwell Publishers.

### Publications
(Liste non exhaustive)
- David, B., & Turner, J. C. (1999). Studies in self-categorization and minority conversion: The ingroup minority in intragroup and intergroup contexts. British Journal of Social Psychology, 38, 115-134.
- Haslam, S. A., Oakes, P. J., Reynolds, K. J., & Turner, J. C. (1999). Social identity salience and the emergence of stereotype consensus. Personality and Social Psychology Bulletin, 25, 809-818.
- Onorato, R. S., & Turner, J. C. (2004). Fluidity in the self-concept: The shift from personal to social identity. European Journal of Social Psychology, 34, 257-278.
- Reynolds, K. J., Turner, J. C., & Haslam, S. A. (2000). When are we better than them and they worse than us? A closer look at social discrimination in positive and negative domains. Journal of Personality and Social Psychology, 78, 64-80.
- Reynolds, K., Turner, J. C., Haslam, S. A., & Ryan, M. (2001). The role of personality and group factors in explaining prejudice. Journal of Experimental Social Psychology, 37, 427-434.
- Turner, J. C. (2006). Tyranny, freedom and social structure: Escaping our theoretical prisons. British Journal of Social Psychology, 45, 41-46.
- Turner, J. C. (2005). Explaining the nature of power: A three-process theory. European Journal of Social Psychology, 35.
- Turner, J. C., & Reynolds, K. J. (2003). Why social dominance theory has been falsified. British Journal of Social Psychology, 42, 199-206